# ジョン・ウィリアムズ (バウンティ号)
ジョン・ウィリアムズ（John Wiliams、1763年/1777年-1793年9月20日）はイギリスの軍艦バウンティ号の乗組員であり、そのバウンティ号の反乱者の1人である。
イギリス海峡にあるガーンジー島のステップニーで、ジャージー島の港湾労働者の私生児として生まれた。
武器係の助手としてバウンティ号の乗組員になったが、船上で反乱が起こり、反乱を起こした乗組員たちを支持した。
ピトケアン島に住み着いてからは、彼は島で鍛冶屋兼製材屋になった。ウィリアムズはバウンティ号の乗組員で最も熟練した職人で、彼の技術は賞賛されていた。タヒチ人の彼の妻が崖から落ちて死んだ後、彼は、ピトケアンの居住地で必要な道具を作っていた仕事場で孤立して生活していた。その孤独は彼を酷い鬱状態にし、そしてついに、1793年、彼は刃物を手にしてピトケアン島から去りたいと言い出すようになった。
それを思いとどまらせるために、仲間は彼に、6人のタヒチ人男性によって共有されていた2人のタヒチ人女性の一人ナンシーを自分のものにしてよいと認めた。これが結局タヒチ人の反乱を招き、ウィリアムズら5人の乗組員は殺害された。